# Dedinja (film)
The Heiress (Dedinja) je ameriški film iz leta 1949. Posnet je bil po klasičnem romanu Henryja Jamesa z naslovom Washington Square. Po knjigi je leta 1947 najprej nastala gledališka predstava, šele dve leti pozneje pa je bil posnet tudi film.

## Vsebina
Catherine Sloper (Olivia de Havilland) je sramežljiva mlada ženska, ki živi s svojim dominantnim in bogatim očetom (Ralph Richardson). Oče jo pogosto primerja z njeno preminulo materjo in ji da pogosto vedeti, da ji ne bo nikoli segla niti do kolen. Tudi moški se sramežljive Catherine izogibajo. Nekega dne na plesu spozna očarljivega, a revnega mladeniča Morrisa Townsenda (Montgomery Clift), ki se vidno zanima za Catherine. Kmalu se zaljubita in se nameravata celo poročiti. To pa ni všeč njenemu očetu, ki verjame, da se hoče Morris z njo poročiti le zaradi njenega denarja. Zagrozi ji, da jo bo v primeru poroke razdedinil. Catherine, ki je prvič v svojem življenju srečna, mu pove, da je to ne bo ustavilo od poroke. Na večer pred poroko Catherine omeni Morrisu, da jo namerava oče razdediniti. Čeprav je Morris vidno presenečen, ji obljubi, da jo bo pozneje prišel iskat s kočijo, toda kjub temu, da ga Catherine čaka celo noč, ga ni. Šele takrat uvidi, da je imel oče prav. Nekaj časa zatem Dr. Slooper umre, Catherine pa se počasi preobrazi v močnejšo in samozavestnejšo žensko. Na njeno presenečenje, se nekega dne Morris spet pojavi pred vrati. Catherine razloži, da se na dan poroke ni prikazal, ker se je ustrašil zakona, toda trdi, da je zdaj resnično pripravljen na poroko. Čeprav ga Catherine globoko v sebi prezira, uvidi, da se je v Morrisu resnično prebudila ljubezen. To pa je ne ustavi od njenega načrta ... Pove mu, da se hoče še vedno poročiti z njim, vendar rabi nekaj časa, da spakira svojo prtljago. Nato Morris odide, ko pa se vrne h Catherine, najde tam le zaklenjena vrata. Morris začne glasno klicati Catherine in udarjati po vratih, toda Catherine, ki je v hiši, to ne premami. Polna samozavesti in samospoštovanja odkoraka stran od vrat, medtem ko Morris še vedno stoji pred vrati in jo obupan kliče.

## Zanimivosti
- Film je prejel 4 oskarje, vključno z oskarjem za glavno žensko vlogo ( Olivia de Havilland) in oskarjem za filmsko glasbo (Aaron Copland).
- Olivia de Havilland je za režijo sama izbrala režiserja Williama Wylerya. Ta jo je skozi snemanje filma močno podpiral in zagovarjal.
- Vlogo Morrisa Townsenda so najprej ponudili Errollu Flynnu, ki je z Olivio de Havilland pred tem igral že v mnogih filmih. Pozneje so za vlogo izbrali Montgomerya Cllifta, saj so menili, da je njegov način igre primernejši za to vlogo.